# きょうも安全運転
『きょうも安全運転』（きょうもあんぜんうんてん）は、かつてテレビ高知で平日朝に放送されていたミニ番組である。

## 概要
放送日当日に高知県内各地で行われる交通取締情報を伝えていた番組で、正味1分程度で終了していた。
TBS製作の全国ネット番組（6時台 - 8時台の情報番組）に設けられたエリア情報枠で放送されており、2006年11月時点では『みのもんたの朝ズバッ!』7時台の「朝刊!キョーミ新新」のコーナーの合間のローカル枠にて放送されていたが、2008年5月現在は放送されていない（現在は天気予報の枠となっている）。